# Skra KPS Bełchatów
KPS Skra Bełchatów – polska kobieca drużyna siatkarska z Bełchatowa, będąca sekcją klubu sportowego Skra Bełchatów. Sekcja została rozwiązana po zakończeniu sezonu 2007/2008.
Obecnie szkoleniem siatkarek zajmuje się EKS Skra Bełchatów.